# 日本水中スポーツ連盟
一般社団法人日本水中スポーツ連盟（にほんすいちゅうスポーツれんめい、英語: Japan Underwater Sports Federation）は、日本における水中スポーツの普及振興を目的とした非営利団体。略称、JUSF。

## 競技
- フィンスイミング
- 水中ホッケー
- 水中ラグビー
- 水中ターゲットシューティング
- 水中オリエンテーリング

## 沿革
1988年、前身となる日本フィンスイミング協会（Japan Fin Swimming Association, JAFSA）が設立された。1996年より世界水中連盟（CMAS）水中スポーツ委員会に加盟、日本国内における水中スポーツの関連活動を統括するようになる。のちに現在の名称に団体名を変更した。

## おもな競技会
世界選手権大会をはじめとする世界水中連盟主管の国際大会に向け、日本代表を選考および派遣するほか、国内で日本選手権大会などの競技会を主催している。
- フィンスイミング日本選手権
- 水中ホッケー日本選手権
- フィンスイミング学生選手権